# Mighty Vibration
Mighty Vibration é um artista Moçambicano de Reggae de consciência espiritual, nascido em Maputo.

## Biografia
A música de Mighty Vibration no estilo "roots reggae" com influências de jazz e world music aborda temas de natureza espiritual, tratando assuntos da mente e da alma, incitando o auto-conhecimento, a disciplina, o amor próprio, a meditação, a devoção e a bondade, com o objetivo de transcender, através da espiritualidade prática, todas as dificuldades e misérias do mundo material.

## Discografia
- introspective (2012)
- Words - Single (2022)
- Urges - Single (2022)
- Urges Dub - Single (2022)
- Oh Afrika! - Single (2023)